# Fenerbahçe SK (basket-ball féminin)

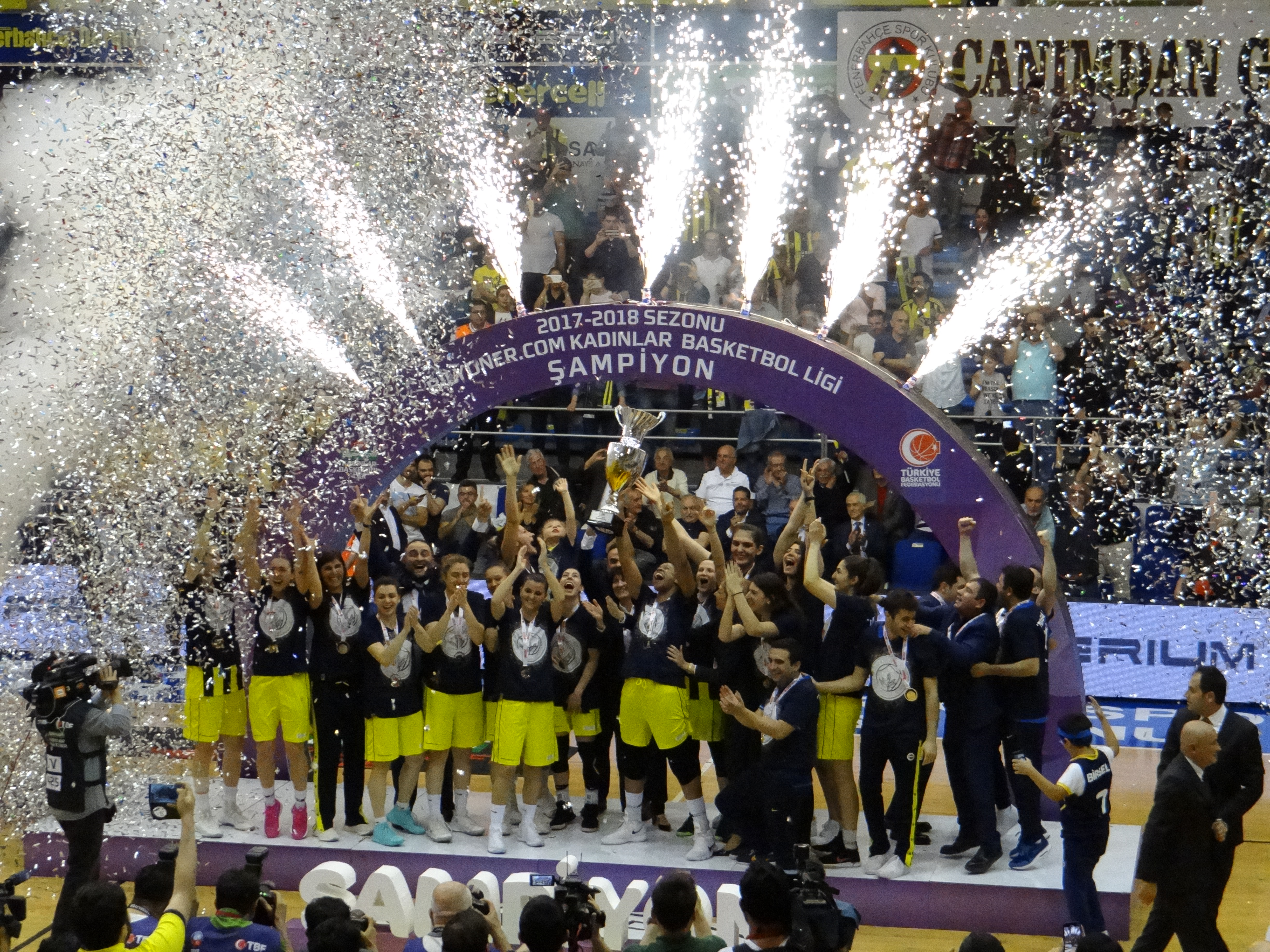

Le Fenerbahçe SK est un club turc de basket-ball féminin basé à Istanbul. Il est une section du club omnisports le Fenerbahçe SK, et participe à la TKBL, soit la plus haute division du championnat de basketball féminin.

## Palmarès
- Euroligue (2) : 2023, 2024
- Eurocoupe : finaliste en 2005
- Championnat de Turquie (19) : 1956, 1957, 1958; 1999, 2002, 2004, 2006, 2007, 2008, 2009, 2010, 2011, 2012, 2013[3], 2016, 2018[4], 2019[5] 2021, 2022, 2023, 2024, 2025
- Coupe de Turquie (13) : 1999, 2000, 2001, 2004, 2005, 2006, 2007, 2008, 2009, 2015, 2016, 2019, 2021
- Coupe du Président de Turquie (11) : 1999, 2000, 2001, 2004, 2005, 2007, 2010, 2012, 2013, 2014, 2015

## Equipe 2018-2019
- Entraîneuse :  Valérie Garnier
- Adjointe :  Tolga Esenci

| Numéro | Nom                      | Date de naissance | Taille (m) | Poste         | Nationalité |
| ------ | ------------------------ | ----------------- | ---------- | ------------- | ----------- |
| 1      | Pelin Bilgiç             | 15 juillet 1994   | 1,71       | meneuse       | Turquie     |
| 3      | Ayşe Cora                | 3 mars 1993       | 1,75       | ailière       | Turquie     |
| 6      | Merve Arı                | 5 janvier 1998    | 1,82       | arrière       | Turquie     |
| 7      | Birsel Vardarlı Demirmen | 12 juillet 1984   | 1,75       | meneuse       | Turquie     |
| 9      | Cecilia Zandalasini      | 16 mars 1996      | 1,85       | ailière       | Italie      |
| 10     | Kelsey Plum              | 24 août 1994      | 1,73       | meneuse       | États-Unis  |
| 11     | Anastasiya Verameyenka   | 10 juillet 1987   | 1,93       | ailière forte | Biélorussie |
| 12     | Tuğçe Canıtez            | 10 novembre 1990  | 1,88       | ailière forte | Turquie     |
| 14     | Giorgia Sottana          | 15 décembre 1988  | 1,78       | arrière       | Italie      |
| 15     | Tilbe Şenyürek           | 26 avril 1995     | 1,90       | pivot         | Turquie     |
| 23     | Bria Hartley             | 30 septembre 1992 | 1,73       | meneuse       | États-Unis  |
| 33     | Esra Ural Topuz          | 18 août 1991      | 1,98       | pivot         | Turquie     |
| 41     | Kiah Stokes              | 30 mars 1993      | 1,91       | pivot         | États-Unis  |

## Effectif 2014-2015
| Numéro | Nom                    | Née le            | Taille | Nationalité        | Poste         |
| 4      | Olcay Çakır            | 13 juillet 1993   | 1,80 m | Turquie            | Meneuse       |
| 5      | Agnieszka Bibrzycka    | 21 octobre 1982   | 1,84 m | Pologne            | Ailière       |
| 7      | Birsel Vardarlı        | 12 juillet 1984   | 1,75 m | Turquie            | Arrière       |
| 9      | Cansu Köksal           | 28 avril 1994     | 1,87 m | Turquie            | Ailière       |
| 10     | Kübra Siyahdemir       | 21 juin 1986      | 1,86 m | Turquie            | Ailière       |
| 11     | Tuğba Palazoğlu        | 4 décembre 1980   | 1,72 m | Turquie            | Arrière       |
| 12     | Tuğçe Canıtez          | 10 novembre 1990  | 1,90 m | Turquie            | Ailière forte |
| 13     | Quanitra Hollingsworth | 15 novembre 1988  | 1,96 m | États-Unis Turquie | Pivot         |
| 25     | Miljana Bojović        | 17 mai 1987       | 1,81 m | Serbie             | Meneuse       |
| 23     | Tina Charles           | 5 décembre 1988   | 1,93 m | États-Unis         | Pivot         |
| 35     | Angel McCoughtry       | 10 septembre 1986 | 1,87 m | États-Unis         | Ailière       |
| 45     | Astou Ndour            | 22 août 1994      | 1,98 m | Espagne            | Pivot         |

Entraîneur : Jacek Winnicki

## Effectif 2013-2014
| Numéro | Nom                    | Née le            | Taille | Nationalité        | Poste         |
| 4      | Isabelle Yacoubou      | 21 avril 1986     | 1,95 m | France             | Pivot         |
| 5      | Agnieszka Bibrzycka    | 21 octobre 1982   | 1,84 m | Pologne            | Ailière       |
| 7      | Birsel Vardarlı        | 12 juillet 1984   | 1,75 m | Turquie            | Arrière       |
| 9      | Esmeral Tunçluer       | 7 juin 1980       | 1,75 m | Turquie Pays-Bas   | Arrière       |
| 10     | Kübra Siyahdemir       | 21 juin 1986      | 1,86 m | Turquie            | Ailière       |
| 11     | Anastasiya Verameyenka | 10 juillet 1987   | 1,92 m | Biélorussie        | Pivot         |
| 13     | Quanitra Hollingsworth | 15 novembre 1988  | 1,96 m | États-Unis Turquie | Pivot         |
| 15     | Ivana Matovic          | 11 septembre 1983 | 1,97 m | Serbie             | Intérieure    |
| 21     | Olcay Çakır            | 13 juillet 1993   | 1,80 m | Turquie            | Meneuse       |
| 23     | Cappie Pondexter       | 7 janvier 1983    | 1,75 m | États-Unis         | Arrière       |
| 35     | Angel McCoughtry       | 10 septembre 1986 | 1,87 m | États-Unis         | Ailière       |
| 43     | Nevin Nevlin           | 8 mai 1985        | 1,95 m | Turquie            | Arrière       |
|        | Tuğçe Canıtez          | 10 novembre 1990  | 1,90 m | Turquie            | Ailière forte |

Entraîneur : Roberto Iniguez

## Effectif 2012-2013
| Numéro | Nom                    | Née le            | Taille | Nationalité      | Poste      |
| 5      | Agnieszka Bibrzycka    | 21 octobre 1982   | 1,84 m | Pologne          | Ailière    |
| 13     | Yasemin Horasan        | 1er août 1983     | 1,86 m | Turquie          | Pivot      |
| 7      | Birsel Vardarlı        | 12 juillet 1984   | 1,75 m | Turquie          | Arrière    |
| 9      | Esmeral Tunçluer       | 7 juin 1980       | 1,75 m | Turquie Pays-Bas | Arrière    |
| 10     | Kübra Siyahdemir       | 21 juin 1986      | 1,86 m | Turquie          | Ailière    |
|        | Esra Sencebe           | 21 décembre 1981  | 1,73 m | Turquie          | Meneuse    |
| 11     | Anastasiya Verameyenka | 10 juillet 1987   | 1,92 m | Biélorussie      | Pivot      |
| 23     | Cappie Pondexter       | 7 janvier 1983    | 1,75 m | États-Unis       | Arrière    |
| 15     | Ivana Matovic          | 11 septembre 1983 | 1,97 m | Serbie           | Intérieure |
| 21     | Olcay Çakır            | 13 juillet 1993   | 1,80 m | Turquie          | Meneuse    |
| 43     | Nevin Nevlin           | 8 mai 1985        | 1,95 m | Turquie          | Arrière    |
| 35     | Angel McCoughtry       | 10 septembre 1986 | 1,87 m | États-Unis       | Ailière    |
| 12     | Ieva Kubliņa           | 8 juillet 1982    | 1,93 m | Lettonie         | Ailière    |

Entraîneur : Roberto Iniguez
Assistant :
Fenerbahçe atteint la finale de l'Euroligue perdue 82 à 56 contre UMMC Iekaterinbourg.
Fenerbahçe remporte 3 victoires à deux son huitième titre national consécutif.

## Effectif 2011-2012
| Numéro | Nom              | Née le            | Taille | Nationalité      | Poste      |
| 5      | Elīna Babkina    | 24 avril 1989     | 1,73 m | Lettonie         | Ailière    |
| 6      | Zane Tamane      | 24 septembre 1983 | 2,00 m | Lettonie         | Arrière    |
| 7      | Birsel Vardarlı  | 12 juillet 1984   | 1,75 m | Turquie          | Arrière    |
| 9      | Esmeral Tunçluer | 7 juin 1980       | 1,75 m | Turquie Pays-Bas | Arrière    |
| 10     | Kübra Siyahdemir | 21 juin 1986      | 1,86 m | Turquie          | Ailière    |
| 11     | Nevriye Yılmaz   | 16 juin 1980      | 1,94 m | Turquie Bulgarie | Intérieure |
| 13     | Devran Tanacan   | 17 novembre 1986  | 1,96 m | Turquie          | Intérieure |
| 14     | Penny Taylor     | 24 mai 1981       | 1,83 m | Australie        | Ailière    |
| 15     | Ivana Matovic    | 11 septembre 1983 | 1,97 m | Serbie           | Intérieure |
| 21     | Olcay Çakır      | 13 juillet 1993   | 1,80 m | Turquie          | Meneuse    |
| 23     | Nevin Nevlin     | 8 mai 1985        | 1,95 m | Turquie          | Arrière    |
| 35     | Angel McCoughtry | 10 septembre 1986 | 1,87 m | États-Unis       | Ailière    |

Entraîneur :  Yórgos Dikeoulákos
Assistant :

## Effectif 2010-2011
| Numéro | Nom                  | Née le            | Taille | Nationalité        | Poste      |
| 4      | Özge Kavurmacioglu   | 7 mars 1993       | 1,87 m | Turquie            | Ailière    |
| 6      | Hana Horáková        | 11 septembre 1979 | 1,82 m | République tchèque | Arrière    |
| 7      | Birsel Vardarlı      | 12 juillet 1984   | 1,75 m | Turquie            | Arrière    |
| 9      | Esmeral Tunçluer     | 7 juin 1980       | 1,75 m | Turquie Pays-Bas   | Arrière    |
| 10     | Şaziye İvegin        | 8 février 1982    | 1,82 m | Turquie            | Ailière    |
| 11     | Nevriye Yılmaz       | 16 juin 1980      | 1,94 m | Turquie Bulgarie   | Intérieure |
| 12     | Anna Vajda           | 3 septembre 1984  | 1,90 m | Hongrie            | Intérieure |
| 13     | Diana Taurasi        | 11 juin 1982      | 1,82 m | États-Unis         | Intérieure |
| 14     | Penny Taylor         | 24 mai 1981       | 1,83 m | Australie          | Ailière    |
| 15     | Ivana Matovic        | 11 septembre 1983 | 1,97 m | Serbie             | Intérieure |
| 23     | Nevin Kristen Nevlin | 8 mai 1985        | 1,95 m | États-Unis Turquie | Intérieure |
|        | Devran Tanacan       | 17 novembre 1986  | 1,86 m | Turquie            | Arrière    |

Entraîneur :  Hongrie László Rátgéber
Assistant :

## Entraîneurs successifs
- László Rátgéber

## Joueuses célèbres
- Angel McCoughtry
- Cappie Pondexter
- Penny Taylor
- Linda Fröhlich
- Tammy Sutton-Brown
- Nevriye Yılmaz
- Diana Taurasi